# Барутен буквар
Вижте пояснителната страница за други значения на Барутен буквар.
„Барутен буквар“ на писателя Йордан Радичков е сборник разкази, издаден през 1969 година от „Български писател“. Първият разказ е „Ямурлук“ и идеята на този разказ и героите се прехвърлят към следващите разкази, което прави целият сборник едно неделимо цяло. Разказите са преведени и издадени в Австрия, Дания, Унгария, Чехия, Испания (2014 г.). По разказите и по сценарий от Тодор Динов е създаден филмът „Барутен буквар“.